# جزائر ما بعد الاستقلال
الجزائر الحديثة، الجزائر الجديدة، الجزائر البيضاء، قبلة الثوار، بوابة إفريقيا، كلها أسماء رفرفت هاتفة بها صحف العالم آنذالك ووكالاتها لما نال الشعب الجزائري مراده من الثورة المجيدة ألا وهو: الاستقلال والحرية.
في 05 جويلية من عام 1962 نالت الجزائر استقلالها بدم شعبها الذي ضحى بكل ما لديه من أجل فك كأس الحرية من يد شاربه «المستعمر الفرنسي» وفعلا كان ذلك حين أرغمت فرنسا على الاعتراف بدولة إسمها الجزائر وشعب يدعى الشعب الجزائري لكن السؤال الذي يطرح نفسه هل هذه هي النهاية أم أن الاستقلال هو البداية وما هو آت أصعب وكيف ستواجه الجزائر كل هذا؟.

## أحمد بن بلة رئيسًا
من تقديم جابر عبد الصمد المصري

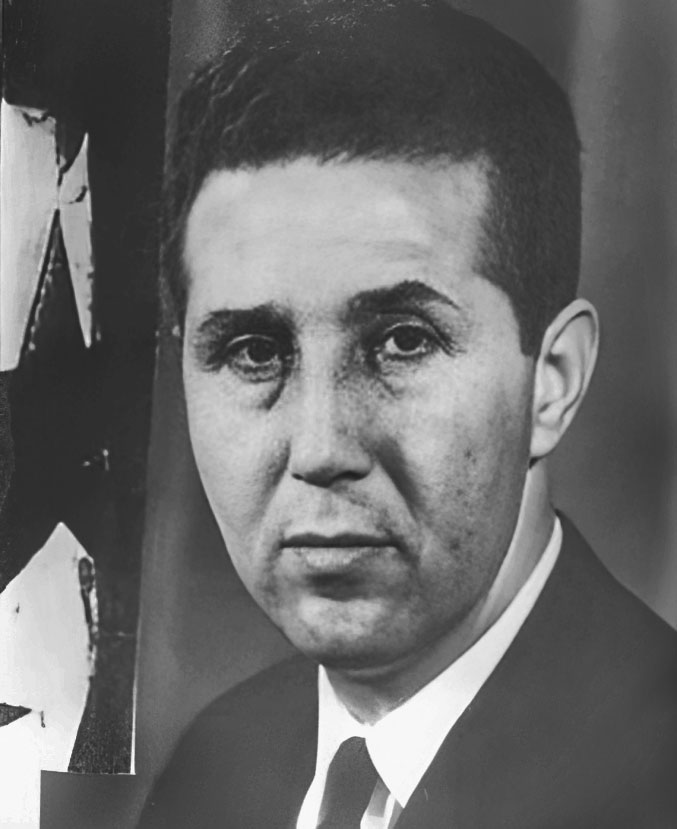
بن بلة

وقبيل الاستقلال الجزائري وبعيدة اندلعت خلافات واسعة في صفوف الثورة الجزائرية وكادت هذه الخلافات أن تتحول إلى حرب أهلية ضروس بين رفاق الأمس، وقد حسمت قيادة الأركان التي كان على رأسها هواري بومدين الخلافات لصالحها وعينّت أحمد بن بلة على رأس الدولة الجزائرية الفتية، وبذلك أصبح أحمد بن بلّة أو سي حميمد كما كان يسميه رفاقه أول رئيس للدولة الفتيّة التي رأت النور بفضل مليونين من الشهداء.

## يعترف أحمد بن بلّة بأنّه كان ذا الخبرة السياسية وقليل الثقافة لجهةالدولة وإدارة شؤون العباد والبلاد، بل لقد ذهب بعيدا عندما قال بأنّ الثورة الجزائرية كانت تفتقد إلى أطروحة الدولة، ويعترف بن بلة أيضا أنّه كان من أشدّ المعجبين بالرئيس المصري جمال عبد الناصر الذي كان يتمتع آنذاك بسمعة جماهيرية عربية واسعة، وقد ناصر جمال عبد الناصر الثورة الجزائرية وكان يمدها بالأسلحة عبر الحدود التونسية، كما منح كل التسهيلات والإمكانات لرجال جبهة التحرير الوطني الذين أقاموا في القاهرة ومنها انطلقوا للتعريف بالثورة الجزائرية في العالم العربي والعالم الثالث. ولم يتنكّر الثائر الناصري ابن بلّة لفضل عبد الناصر على الثورة الجزائريّة فقررّ غداة انتصار الثورة الجزائرية التنسيق مع مصر عبد الناصر في كل المستويات وخصوصا فيما يتعلق بقضايا العالم الثالث والقضايا العربية الساخنة وحركات التحرر في العالم. ويمكن القول أن جزائر أحمد بن بلة أصبحت نموذجا مصغرا للقاهرة في ذروة ريادتها للخط القومي. بعد خروج فرنسا من الجزائر ورثّت الدولة الجزائرية الفتيّة معضلات أثرّت إلى أبعد الحدود في مسار الدولة الجزائرية وأداءها السياسي والاقتصادي، فلقد تركت فرنسا الخزينة الجزائرية خالية وخاوية بعد أن قامت بسلب كل ما فيها وسحبت معها كل الودائع والأموال والسيولة التي كانت موجودة في البنوك، كما أنّ المحتلين الفرنسيين ونكاية بالثورة الجزائرية والجزائريين حطمّوا معظم الجرارات والآلات الزراعيّة، الأمر الذي ألحق أكبر الأضرار بالزراعة الجزائرية وأبقى الجزائر تابعة زراعيا لفرنسا وإلى يومنا هذا، كما أدّى خروج الأساتذة الفرنسيين من الجزائر إلى شغور فظيع في القطاع التربوي والتعليمي. وفوق هذا وذاك فقد خلفّت فرنسا في الجزائر مرضا ظلّ وما زال يفتك بالجزائر وهو مرض الأمية التي قدرّت سنة1962ب 80 بالمائة. وكان التحدي الأول الذي واجه الدولة الجزائرية هو قلّة الخبراء والأكفاء الذين لهم القدرة على تسيير دفّة الحكم، فاضطرّت الدولة الجزائرية الفتيّة إلى الاستعانة بالمحسوبين على الثقافة الفرنسية من الجزائريين الذين تلقوا تعليمهم في باريس وكان بعضهم يؤمن بفرنسا أكثر من الجزائر. وبدافع سدّ النقص أصبح دعاة الثقافة الفرانكفونيّة هم أصحاب الحل والربط ومن جملتهم المهندسسيد أحمد غزاليالذي تخرج من الجامعات الفرنسية كمهندس في الطاقة وعين لدى عودته إلى الجزائر مديرا لقطاع الطاقة الذي كانت تشرف عليه فرنسا في الجزائر. وهذا لا يعني أنّ أحمد بن بلّة لم يكن قلقا على مصير الثقافة العربية، بل كان يؤمن بعروبة الجزائر ولذلك قام باستدعاء آلاف الأساتذة العرب من مصر والعراق وسوريا للمساهمة في قطاع التعليم، وقد اصطدم هؤلاء التربويون العرب بمجموعة كبيرة من العراقيلالبيروقراطيةوالتي كان يضعها في طريقهم سماسرة الثقافة الفرانكفونية واختار العديد من هؤلاء المتعاونين العودة إلى بلادهم وبذلك تمّ الإجهاد على مشروع التعريب الذي ما زال متعثرا إلى يومنا هذا. ورغم إيمانه بعروبة الجزائر ألا أنّ بلة كان مهووسا بالفكر الاشتراكي اليساري وكان متحمسا لبعض التجارب التي كانت سائدة في البلاد الاشتراكية، وتحمسّه للفكر الاشتراكي واليساري جعله يصطدم بالرجل الثاني في جمعية العلماء المسلمين الجزائريين الشيخ البشير الإبراهيمي الذي ورث خلافة الجمعية من الشيخ عبد الحميد بن باديس الذي أدركته المنيّة قبل اندلاع الثورة الجزائرية، وفسرّ البعض أن ذلك الصدام هو بداية الطلاق بين النظام الجزائري والخط الإسلامي الذي كانت تمثلهجمعية العلماء المسلمين الجزائريينبقيادة الشيخ البشير الإبراهيمي. وبدأ الطلاق عندما اتهمالبشير الإبراهيميالرئيس أحمد بن بلّة بتغييب الإسلام عن معادلات القرار الجزائري وذكّر بن بلة بدور الإسلام في تحرير الجزائر والجزائريين من ربقة الاستعمار الفرنسي، وبسبب هذا التصادم وضع الشيخ البشير الإبراهيمي تحت الإقامة الجبرية وقطع عنه الراتب الشهري وبقيّ كذلك بدون راتب وتحت الإقامة الجبرية إلى أن وافته المنية في يوم الجمعة من 20 محرّم سنة 1375 هجرية الموافق ل 21 مايو –أيّار سسنة 1965. ومثلما دخل أحمد بن بلة في صراع مع جمعية العلماء المسلمين الجزائريين، فقد دخل في صراع آخر مع رفاق درب، حيث شعر العديد من مفجرّي الثورة الجزائرية أن البساط قد سحب من تحتهم وأنهم باتوا بدون أدوار في مرحلة الاستقلال وبدأت الفتنة تطل برأسها بين الأخوة الأعداء وتمّ تدشين أولى الاغتيالات السياسية في الجزائر والتي تواصلت في عهد هواري بومدين ورافقت كل العهود الجزائرية، وقد بلغت هذه الاغتيالات الذروة في عهدمحمد بوضيافوعلي كافيواليامين زروال. وفي عهدأحمد بن بلةأعدمالعقيد شعباني، كما اُغتيل في إسبانيامحمّد خيضرأحد قادةالثورة الجزائرية، أماحسين أيت أحمدالذي كان مغضوبا عليه فقد فرّ إلى باريس وأسسّجبهة القوى الاشتراكية، وتمّ اعتقال محمد بوضياف وحكم عليه بالإعدام وبعد تدخل العديد من الوسطاء خرج من السجن وغادر الجزائر متوجها إلى فرنسا ومنها إلى مدينة القنيطرة في المغرب حيث قضّى فيها قرابة ثلاثين سنة قبل أن تستغيث به المؤسسة العسكرية في الجزائر ليكون رئيسًا خلفا للشاذلي بن جديد الذي أقالته نفس المؤسسة غداة الانتخابات الاشتراعية التي فازت فيهاالجبهة الإسلامية للإنقاذفي أواخر 1991. في باريس ألفّ محمد بوضياف كتابا بعنوان: «الجزائر إلى أين» عالج فيه مصير الجزائر بعد استقلالها ووسط هذه الخلافات السياسية ترأس بن بلة الدولة الجزائرية وحاول الاستعانة بدول المحور الاشتراكي في ذلك الوقت لتجاوز مخلفّات الاستعمار، وفي بداية عهده أولى بن بلة القطاع الاقتصادي والتربوي أهمية خاصة، فعلى المستوى الاقتصادي نهجت الجزائر نهج الاقتصاد الموجّه والمسيّر وكانت الحكومة الجزائرية تستعين في هذا المجال بالمساعدات القادمة من الصين ويوغوسلافيا السابقة ومصر وباقي الدول التي ناصرت الثورة الجزائرية. وكانت هناك معضلة تواجه الاقتصاد الجزائري تمثلت في سيطرة فرنسا على قطاع الطاقة واستفردت ولسنوات عديدة في الاستفادة من الثروات الطبيعية الجزائرية وكانت الشركات الفرنسية تتولى التنقيب عن النفط وتسويقه، وبدل أن يكون النفط الجزائري في خدمة الشعب الجزائري الذي أنهكته الحقبة الاستعمارية الفرنسية، فقد واصلت فرنسا عملية السلب والنهب إلى أن قام الرئيس الجزائري هواري بومدين بتأميم النفط، وقد وجدت الدولة الفتية صعوبة بالغة في إعادة تأهيل البنية التحتية وإعادة الروح إلى القطاع الزراعي والاقتصادي، ورغم أن عدد الشعب الجزائري لم يتجاوز 12 مليون نسمة الاّ أنّ الحكومة الفتية وجدت صعوبة في إيجاد الحلول للمشاكل العالقة، وفي العهد الاستعماري كانت السلطات الفرنسية تخصّ بالاهتمام المناطق الأهلة بالسكان الفرنسيين كالجزائر العاصمة ووهران والبليدة وغيرها أما القرى النائية والأرياف فقد كانت محرومة من أبسط أساليب العيش الكريم كالكهرباء والماء والمستوصفات وما إلى ذلك من نقائص، ووجدت الدولة الجزائرية الفتية صعوبات في إعادة تأهيل القرى والمناطق الريفية، وبقيّ وضعها على ما هو عليه إلى أن تولّى الرئيس هواري بومدين الحكم بانقلاب عسكري فأولى الفلاحين المحرومين بعضا من اهتمامه وعلى مستوى بنيوية الدولة فقد كانت مفاصلها بيد المؤسسة العسكرية التي كانت متحالفة مع حزب جبهة التحرير الوطني الذي كان الحزب الوحيد الحاكم إلى بداية الانفصال بين السلطة وحزب جبهة التحرير الوطني عقب خريف الغضب الجزائري في 05 أكتوبر –تشرين الأول 1988، وكانت الدولة آنذاك تفتقد إلى المؤسسات الدستورية بل كانت تكتفي بالتلويح دوما بالشرعية الثورية، وعندما شعرت الدولة بحاجتها إلى مؤسسة تشريعية قامت بتشكيل مؤسسة شبه اشتراكية تمّ تعيين كل أعضائها وكان يشترط في العضو أن يكون منتمياّ إلى حزب جبهة التحرير الوطني.

### علاقات الجزائر الدولية في عهد بن بلة
على الرغم من أن الدولة الفتية قررت إقامة علاقات حسنة ومميزة مع كل الذين وقفوا إلى جانب الثورة الجزائرية، إلاّ أنّ حكومة بن بلة وجدت نفسها في مهب العاصفة مع المغرب بسبب خلافات حدودية بين الجزائر والمغرب، وفي سنة 1963 نشبت مناوشات على الحدود بين البلدين وقد شكّلت هذه المناوشات لبنة الصراع السياسي الحاد بين الرباط والجزائر الذي ما فتئ يتفاقم ويتفاعل على امتداد ثلاثة عقود،
وكانت علاقات الجزائر مع كل من ليبيا وموريتانيا وتونس إلى حدّ ما جيدة إلى أن أصبحت قضية الصحراء الغربية هي معيار التوازن في علاقات الجزائر المغاربية حيث باتت ساعتها خاضعة للمدّ والجزر. على صعيد علاقات الجزائر مع بقية الدول العربية كمصر والعراق وسوريا فقد كانت إيجابية، كما حرص بن بلة على مدّ جسور التواصل مع الدول الاشتراكية بدء بموسكو ومرورا بهافانا ووصولا إلى بلغراد.

### السقوط
أحمد بن بلة يسلم الشعلة إلى هواري بومدين بعد أن قام بانقلاب عسكري ضده.

## هواري بومدين رئيسًا

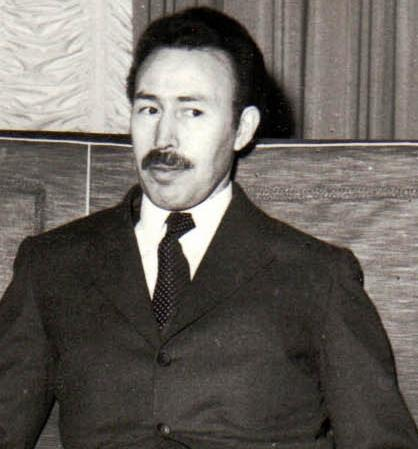
هواري بومدين

وبعد الإطاحة بحكم الرئيس أحمد بن بلة في 19 حزيران جوان 1965 تولّى هواري بومدين رئاسة الدولة الجزائرية بمساعدة رجل المخابرات القوي آنذاك قاصدي مرباح الذي كان يطلق عليه بومدين لقب المستبّد المتنوّر
وقد شرع هواري بومدين في إعادة بناء الدولة من خلال ثلاثية الثورة الزراعية والثورة الثقافية والثورة الصناعية على غرار بعض التجارب في المحور الاشتراكي التي كان هواري بومدين معجبا بها
وغداة استلامه السلطة لم يقلّص هواري بومدين من حجم نفوذ حزب جبهة التحرير الوطني الحاكم بل استمرّ هذا الحزب في التحكم في مفاصل الدولة، وكان الأساس الذي بموجبه يعيّن الشخص في أي منصب سياسي أو عسكري هو انتمائه إلى حزب جبهة التحرير الوطني، وبالإضافة إلى سيطرة الحزب الواحد قام هواري بومدين بتأسيس مجلس الثورة وهو عبارة عن قيادة جماعية تتخذ قرارات في الاختيارات الكبرى للجزائر الداخلية منها والخارجية، وفي داخل هذا المجلس اتخذت القرارات المصيرية من قبيل تأميم النفط والمحروقات واسترجاع الثروات الطبيعية والباطنية، ومن قبيل تعميم نظام الثورة الزراعية وانتهاج الاقتصاد الموجه وإشراف الدولة على كل القطاعات الإنتاجية.
لقد عمل هواري بومدين بعد استلامه الحكم على تكريس هيبة الدولة الجزائرية داخليا وخارجيا، وفي بداية السبعينيات توهجّت صورة الجزائر إقليميا ودوليا وباتت تساند بقوة القضية الفلسطينية وبقية حركات التحرر في العالم، ولعبت الجزائر في ذلك الوقت أدوارا كبيرة من خلال منظمة الوحدة الأفريقية ومنظمة دول عدم الانحياز.
وعن مشروع بومدين قال مدير جهاز الاستخبارات العسكرية في ذلك الوقت قاصدي مرباح -الذي قتل أثناء الأحداث الدامية التي عرفتها الجزائر في بداية التسعينيات أنّ هواري بومدين كان يهدف إلى بناء دولة عصريّة تسعد فيها الشريحة الواسعة من هذا الشعب.

### سياسة بومدين الداخلية
بعد أن تمكّن هواري بومدين من ترتيب البيت الداخلي شرع في تقوية الدولة على المستوى الداخلي وكانت أمامه ثلاث تحديات وهي الزراعة والصناعة والثقافة، فعلى مستوى الزراعة قام بومدين بتوزيع آلاف الهكتارات على الفلاحين الذين كان قد وفر لهم المساكن من خلال مشروع ألف قرية سكنية للفلاحين وأجهز على معظم البيوت القصديرية والأكواخ التي كان يقطنها الفلاحون، وأمدّ الفلاحين بكل الوسائل والإمكانات التي كانوا يحتاجون أليها وقد ازدهر القطاع الزراعي في عهد هواري بومدين واسترجعت حيويتها التي كانت عليها أياّم الاستعمار الفرنسي عندما كانت الجزائر المحتلة تصدّر ثمانين بالمائة من الحبوب إلى كل أوروبا، وكانت ثورة بومدين الزراعية خاضعة لاستراتيجية دقيقة بدأت بالحفاظ على الأراضي الزراعية المتوفرة وذلك بوقف التصحر وإقامة حواجز كثيفة من الأشجار الخضراء بين المناطق الصحراوية والمناطق الصالحة للزراعة وقد أوكلت هذه المهمة إلى الشباب الجزائريين الذين كانوا يقومون بخدمة العلم الجزائري.
وعلى صعيد الصناعات الثقيلة قام هواري بومدين بإنشاء مئات المصانع الثقيلة والتي كان خبراء من دول المحور الاشتراكي يساهمون في بنائها، ومن القطاعات التي حظيت باهتمامه قطاع الطاقة، ومعروف أن فرنسا كانت تحتكر إنتاج النفط الجزائري وتسويقه إلى أن قام هواري بومدين بتأميم المحروقات الأمر الذي انتهى بتوتير العلاقات الفرنسية –الجزائرية، وقد أدى تأميم المحوقات إلى توفير سيولة نادرة للجزائر ساهمت في دعم بقية القطاعات الصناعية والزراعية، وفي سنة 1972 كان هواري بومدين يقول أن الجزائر ستخرج بشكل كامل من دائرة التخلف وستصبح يابان العالم العربي.
وبالتوازي مع سياسة التنمية قام هواري بومدين بوضع ركائز الدولة الجزائرية وذلك من خلال وضع دستور وميثاق للدولة وساهمت القواعد الجماهيرية في إثراء الدستور والميثاق اللذين جاء ليكرسّا الخطاب الأحادي الديماغوجي للسلطة الجزائرية.

### معركة التعريب
اعتبرت فرنسا الجزائر مقاطعة فرنسية وراء البحر اعتبارا من عام 1884 طبقا لقرار الجمعية الوطنية الفرنسية –البرلمان – وعليه فإنّ سكان الجزائر اعتبروا فرنسيين منذ ذلك التاريخ، ولكن الصحيح أن فرنسا اعتبرت الجزائر مقاطعة فرنسية منذ 1830 تاريخ وصول قواتها إلى الشواطئ الجزائرية واحتلالها الجزائر، وقد قامت السلطة الفرنسية بعملية إحصاء واسعة لسكان الجزائر وسجلت أسمائهم وأوجدت للجزائريين أسماء جديدة، وهو ما اعتبر ذروة العمل على مسخ الشخصية الجزائرية ذلك أن بعض الأسماء المحذوفة كانت عربية وغريبة النكهة والكثير منها مشتق من أسماء الحيوانات وهذا ما يفسّر غرابة بعض الأسماء في الجزائر وكانت فرنسا تختار ما هبّ ودبّ من الألقاب والتي كانت مستهجنة من قبيل التيس والعتروس وغيرها من أسماء الأنعام، وقامت فرنسا بمنح الجزائريين بطاقات هوية تصفهم كفرنسيين مسلمين وذلك تمييزا لهم عن باقي الأوروبيين الذين حصلوا على الجنسية الفرنسية، كما منحت السلطات الفرنسية جنسيتها لليهود الجزائريين الذين كانوا يتعاونون مع السلطات الاستعمارية وكوفئوا بنقلهم إلى فرنسا غداة الاستقلال الجزائري، وبالتوازي مع فرنسا الهوية قامت السلطات الفرنسية بإلغاء التعليم الأصلي العربي وفرضت اللغة الفرنسية في المعاهد التعليمية والإدارة إتماما لدمج الشعب الجزائري في المنظومة الفرنسية ولولا المجهودات التي بذلها الإصلاحين في الجزائر وبعدهم جمعية العلماء المسلمين الجزائريين في استرجاع الهوية وتكريس عروبة وإسلامية الجزائر لاستكملت فرنسا كل خطوات المسخ وقد أدركت القيادة الفتيّة التي تولّت زمام الأمور في الجزائر بعد الاستقلال فظاعة تعييب اللغة العربية فتقدم مجموعة من أعضاء المجلس التأسيسي –البرلمان –بمشروع لفرض التعريب وجاء في مذكرتهم ما يلي: منذ تأسيس الحكومة الفتيّة واجتماع المجلس الوطني التأسيسي وقع الكلام كثيرا عن التعريب، ومع أنّه قد مرّ على ذلك نحو ستة أشهر فإننا لم نشاهد أي أثر للتعريب سوى شيء ضئيل وإنّ الأغلبية الساحقة من الشعب الجزائري تريد التعريب، لأنّ اللغة العربية هي اللغة القومية ومع ذلك ما تزال تعيش على الهامش كلغة أجنبية في وطنها والشواهد على ذلك كثيرة لا تحصى. فالإدارات الحكومية لا تعترف ولا تقبل ما يقدم لها باللغة العربية من طلبات وشكاوى ووثائق، وتجبر المواطنين على تقديمها باللغة الفرنسية ومن الأمثلة على ذلك أن بعض عوائل الشهداء قدموا من شمال قسنطينة للسكن في الجزائر العاصمة وقدموا شهادات مكتوبة باللغة العربية إلى بعض الدوائر الرسمية تثبت أنهم من عوائل الشهداء بحق ليتمكنوا من حقهم فما كان من هذه الإدارة الاّ أن رفضت معاملتهم ولم تعترف بها، لا لسبب إلاّ أنّها مكتوبة باللغة العربية وعليهم أن يقدموها باللغة الفرنسية. وقد كان من واجب البلدية وغيرها من الإدارات الرسمية أن توظف من يحسن اللغة العربية لمثل هذه المهمة ليسهل على الشعب قضاء مأربه وتقديم شكاويه بلغته الوطنية والطبيعية ولا تكلفه ما لا يطيق وحتى لا يشعر الشعب الذي ضحّى من أجل عزته القوية بالنفس والنفيس أنّ لغته ما تزال كشأنها من قبل غريبة وحتى لا يشعر هذا الشعب ببقاء سيطرة اللغة الفرنسية أنّ الهيمنة ما تزال ممثلة في سيطرة لغة المستعمر وأن الاعتذار بالصعوبات التي تحول دون تعريب الإدارات أو إدخال اللغة العربية اليها غير مقبول

### علاقات الجزائر الدولية
إجمالا كانت علاقة الجزائر بكل الدول وخصوصا دول المحور الاشتراكي حسنة للغاية عدا العلاقة بفرنسا والجار المغربي الذي كان مستاء من تبنيّ هواري بومدين لجبهة البوليساريو فإقدام هواري بومدين على تأميم قطاع المحروقات أدّى إلى توتر العلاقات الجزائرية الفرنسية، حيث قاطعت فرنسا شراء النفط الجزائري وكانت تسميه: البترول الأحمر والمغرب كان يرى أن الجزائر وبحكم طبيعتها الأيديولوجية الثورية وتحالفها مع عبد الناصر قد تشكل خطرا على المغرب وقد تمد يدها للمعارضة الوطنية المغربية وبالتالي قد تهدد العرش العلوي في الرباط، كما أن الثوار الجزائريين كانوا يعتبرون المغرب محسوبا على المحور الغربي، وكان بن بلة يتهم دوائر في الرباط بأنها كانت وراء الوشاية به عندما غادر المغرب متوجها إلى تونس عبر طائرة مغربية مدنية وأجبرت الطائرات الحربية الفرنسية الطائرة التي كانت تقله بالهبوط في مطار الجزائر العاصمة وفي عهد بن بلة وهواري بومدين كانت الجزائر في واد والمغرب في واد آخر كما كان يقول العاهل المغربي الراحل الحسن الثاني وأهم ما ميّز العلاقات الجزائرية المغربية في عهد هواري بومدين هو ظهور جبهة البوليساريو كمنظمة ثورية تريد فصل الصحراء الغربية عن المغرب، ومعروف أن الجزائر ساهمت في إنشاء جبهة البوليساريو وأمدتها بالسلاح والمال وظلت العلاقات الجزائرية المغربية متوترة إلى أن قام الرئيس الجزائري الشاذلي بن جديد بإعادة العلاقة مع المغرب بعد وساطة قام بها العاهل السعودي الملك فهد بن عبد العزيز.

### بداية النهاية
بداية الأمر ظن الأطباء أنّه مصاب بسرطان المثانة، غير أن التحاليل الطبية فندّت هذا الادّعاء وذهب طبيب سويدي «والدن ستروم» إلى القول أن هواري بومدين أصيب بمرض وكان هذا الطبيب هو نفسه مكتشف المرض وجاء إلى الجزائر خصيصا لمعالجة بومدين، وتأكدّ أنّ بومدين ليس مصابا بهذا الداء الذي من أعراضه تجلط الدم في المخ. استمرّ بومدين يهزل ويهزل وتوجه إلى الاتحاد السوفياتي سابقا لتلقّي العلاج فعجز الأطباء عن مداوته فعاد إلى الجزائ، وقد ذكر مهندس التصنيع في الجزائر في عهد هواري بومدين بلعيد عبد السلام أن هواري بومدين تلقّى رسالة من ملك المغرب الحسن الثاني جاء فيها إذا لم نلتق مطلع العام فإننا لن نلتقيّ أبدا، وقد سئل مدير الاستخبارات العسكرية قاصدي مرباح عن هذه الرسالة فأجاب: أنّه يجهل وصولها أساسا باعتباره كما قال: كنت أنا الذي يضمن الاتصالات مع المغرب باستثناء مرة واحدة ذهب فيها الدكتور أحمد طالب الإبراهيمي إلى المغرب في إطار قضية الصحراء الغربية وقد يكون هو الذي جاء بهذه الرسالة، وقد انتشرت في الجزائر شائعات كثيرة حول موت هواري بومدين وسط غياب الرواية الحقيقية وصمت الذين عاصروا هواري بومدين وكانوا من أقرب الناس إليه، علما أن هواري بومدين لم يعرف له صديق حميم ومقرب عدا صديقه شابو الذي توفي في وقت سابق وبقي بومدين بدون صديق، ومن الشائعات التي راجت في الجزائر أن هواري بومدين شرب لبنا مسموما، حيث كان يدمن شرب اللبن وهذا السم استقدم من تل أبيب وقيل أيضا أنّ العاهل المغربي الراحل الحسن الثاني كان على علم باختفائه قريبا عن المشهد الدنيوي وقيل أن المخابرات الأمريكية كانت مستاءة منه جملة وتفصيلا وقد ساهمت في اغتياله، وقيل أيضا أنه أصيب برصاصة في رأسه في محاولة اغتيال في ثكنة عسكرية، وكانت مجلة العالم السياسي الجزائرية والتي توقفت عن الصدور قد نشرت ملفا كاملا بعنوان «الرواية الكاملة لاغتيال هواري بومدين»، وقد أفادت هذه الرواية أنه تمّت تصفيته من قبل الموساد عن طريق التسميم، لكن الرواية لم تكشف هوية من أوصل السمّ إلى مائدة هواري بومدين في مقر سكنه الرئاسي ومهما كثرت الروايات حول وفاة هواري بومدين فانّ الجزائر خسرت الكثير الكثير بغياب هذا الرجل المفاجئ الذي كان يحلم أن يجعل الجزائر يابان العالم العربي وقد مات هواري بومدين في صباح الأربعاء 27 كانون الأول – ديسمبر – 1978 على الساعة الثالثة وثلاثون دقيقة فجرا.

## الشاذلي بن جديد رئيسًا

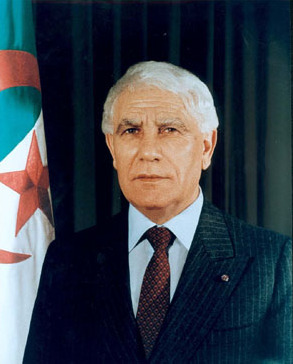
الشاذلي

بدأت فترة حكمه في 7 فيفري 1979 وانتهت في 11 جانفي 1992، أحداث ورياح سياسية كبيرة اختلطت بين وفرة مالية أعقبتها أزمة خانقة، وبين انتفاضة الربيع الأمازيغي وصعود التيار الإسلامي، وانفتاح سياسي جارف ولد تعددية وعنفا لم تخمد جمراته حتى اليوم، الخطوات الأولى للشاذلي كانت سهلة بالنظر لأن ارتفاع أسعار النفط التي قاربت يومها الـ40 دولارا مكنت من ملء خزينة الدولة ولم تكن الديون تكاد تذكرومثلما رفع مؤتمر حزب الأفالان شعار من أجل حياة أفضل، بدأ نظام الشاذلي يضع أول بصماته من خلال برنامج استيراد غذائي لكل أنواع الكماليات، كمؤشر على أن مرحلة الانفتاح التي عاشتها مصر في عهد السادات الذي خلف عبد الناصر وصلت رياحها إلى الجزائر. ولم يكن هناك أدنى تحسب لطارئ في تلك المرحلة لاحتمال انخفاض أسعار النفط التي تعد أهم مصدر للمداخيل الجزائرية بالعملة الصعبة.

### من شغب الأطفال.. إلى ميلاد التعددية
لقد قرر الشاذلي بن جديد أن يخوض معركة الانفتاح على الغرب، فقد قام بإلغاء مشاريع بومدين الكبيرة وأرجع الأراضي المؤممة إلى أصحابها وفتح المجال للقطاع الخاص. وعكس موقف بومدين، قام الشاذلي بن جديد بأول زيارة إلى باريس، وزار أيضا واشنطن التي كانت مرادفا للإمبريالية في إيديولوجية الأفالان، وكان ذلك مؤشرا على بداية تطليق المسار الاشتراكي الذي كتب على جدران البنايات يومها بأنه خط لا رجعة فيه ورافق هذا التحول دخول كل المحسوبين على نظام بومدين الذي سحبت كل صوره من التداول، رحلة عبور الصحراء أمثال بلعيد عبد السلام ومحمد صالح يحياوي وعبد العزيز بوتفليقة وبن شريف وغيرهم.
وامتد تغيير الوجوه ليشمل عقداء المؤسسة العسكرية حيث أزاح الشاذلي بن جديد المحسوبين على التيار البومديني وأحالهم على التقاعد، وكان آخرهم قاصدي مرباح، وخرجت في عهده إلى الواجهة ما يعرف في الجزائر بضبّاط فرنسا كخالد نزار وعبّاس غزيل ومحمد العماري وعبد المالك فنايزية والعربي بلخير، وكلهم أصبحوا جنرالات في عهد الشاذلي بن جديد.
وعندما كان الشاذلي يعمل على إنهاء وجود البومدينية، كانت الحركة الإسلامية الجزائرية تتأهب للخروج من السرية، وأصدر أحمد سحنون وعبد اللطيف سلطاني وعباسي مدني، عقب أحداث الجامعة المركزية في نوفمبر82 بيانا كان إيذانا بميلاد الحركة الإسلامية الجزائرية وقبلها في بداية الثمانينيات اندلعت في منطقة تيزي وزو مواجهات عنيفة بين مجموعة من المتظاهرين وقوات الأمن الجزائرية فيما عرف بالربيع الأمازيغي، تزامنت هذه التغييرات داخل المجتمع مع وصول الأزمة الاقتصادية إلى أبواب الجزائر، بحيث تراجعت أسعار النفط وتراكمت الديون، وتضخم عدد البطالين وشهد إفلاس مؤسسات القطاع العام، في مقابل بروز طبقة بورجوازية مزجت بين السلطة والمال مستفيدة من امتيازات النظام الجديد.
وسط هذه التراكمات جاءت انتفاضة 5 أكتوبر التي وصفت بـشغب الأطفال، لكنها أرغمت نظام الشاذلي المتهاوي على الإعلان عن إصلاحات سياسية، اصطدمت بالأزمة الاقتصادية الخانقة التي تضرر منها الشعب الجزائري من جهة، ومن جهة ثانية برفض تيار داخل الأفالان بمرافقة تلك الإصلاحات.
وفي سعيه وسط تلك المقاومة لتغيير الدستور الذي وضعه هواري بومدين عام 1976 بدستور89 قام الشاذلي بإبعاد التيار المتشدد داخل حزب جبهة التحرير الوطني وفي جهاز الاستخبارات العسكرية، بحيث أبعد في 29 أكتوبر 1988 الرجل القوي في حزب جبهة التحرير الوطني، محمد الشريف مساعدية، كما أقال مدير الاستخبارات العسكرية الأكحل عيّاط، وفي فبراير 1989 صوت الشعب الجزائري على الدستور الذي أقرّ مبدأ التعددية السياسية والإعلامية التي تكفلت بها حكومة الإصلاحات لمولود حمروش، وفي تلك الفترة عادت رموز المعارضة من الخارج كأحمد بن بلة وحسين أيت أحمد، باستثناء محمد بوضياف الذي شكك في مصداقية الديمقراطية ورفض العودة إلى الجزائر وأعلن عن ميلاد الحركة من أجل الديمقراطية والجبهة الإسلامية للإنقاذ وجبهة القوى الاشتراكية وغيرها من الأحزاب التي بلغ عددها ستين حزبا في ظرف قياسي.
وفي أول انتخابات بلدية جرت في 12 جوان 1990 فازت الجبهة الإسلامية للإنقاذ. وانتصرت مجددا وحصلت على 188 مقعد في البرلمان وحلّ في المرتبة الثانية حزب جبهة التحرير الوطني وفي المرتبة الثالثة جبهة القوى الاشتراكية، وكانت المفاجأة الكبرى عندما قدم الرئيس الجزائري استقالته في 11 جانفي 1992 تاركا الجزائر في أزمة سياسية خانقة، بعد خطاب شهير قال فيه: «إنكم تعلمون بأنني لم أكن راغبا في الترشح لمنصب رئيس الجمهورية غداة وفاة الرئيس الراحل هواري بومدين»

## بوضياف رئيسًا

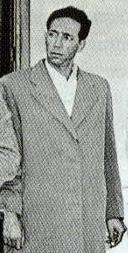
محمد بوضياف

لم يشغل بوضياف منصب الرئيس لفترة كبيرة لذلك فهو كان له دور في تأسيس الدولة الجزائرية فبل الأستقلال حيث انضم إلى صفوف حزب الشعب وبعدها أصبح عضوا في المنظمة الخاصة في 1950، حوكم غيابيا إذ التحق بفرنسا في 1953 حيث أصبح عضوا في حركة انتصار الحريات الديمقراطية، بعد عودته إلى الجزائر، ساهم في تنظيم ميلاد اللجنة الثورية للوحدة والعمل كان من بين أعضاء مجموعة الإثني والعشرين (22) المفجرة للثورة التحريرية، اعتقل في حادثة اختطاف الطائرة في 22 أكتوبر 1956 من طرف السلطات الاستعمارية التي كانت تقله ورفقائه من المغرب إلى تونس في سبتمبر 1962، أسس حزب الثورة الاشتراكية في يونيو 1963، تم توقيفه وسجنه في الجنوب الجزائري لمدة ثلاثة أشهر، لينتقل بعدها للمغرب ابتداء من 1972 عاش متنقلا بين فرنسا والمغرب في إطار نشاطه السياسي إضافة إلى تنشيط مجلة الجريدة في سنة 1979، بعد وفاة الرئيس هواري بومدين، قام بحل حزب الثورة الاشتراكية وتفرغ لأعماله الصناعية إذ كان يسير مصنعا للآجر بالقنيطرة في المملكة المغربية في يناير1992، بعد استقالة الرئيس الشادلي بن جديد، استدعته الجزائر لينصب رئيسًا لها. وفي 29 يونيو من نفس السنة اغتيل الرئيس محمد بوضياف في مدينة عنابة.

## علي كافي رئيسًا

علي كافي

كانت الفترة التي ترأّس فيها علي كافي المجلس فترة شغور منصب رئيس الجمهورية خاصّة بعد اغتيال محمد بوضياف في 29 جوان 1992، إلّا أنّ علي كافي قام بإجراءات عديدة كمصادقته على تشكيل المحاكم الخاصّة الاستثنائية التي تنظر في قضايا العنف السياسي، وقد أصدرت هذه المحاكم عشرات الأحكام بالإعدام، زد على ذلك طرح المجلس في تلك الفترة فكرة الحوار كبديل عن الحلول الأمنية وبنهاية مهام المجلس الأعلى للدولة ابتعد علي كافي عن الأنظار حتّى بات من التاريخ أي لم يعد له وجود في دواليب النظام السّياسي، لكن عاد الرّجل إلى السّاحة من خلال مذكراته التي نشرها سنة 1999 في كتاب «مذكرات الرّئيس علي كافي: من المناضل السّياسي إلى القائد العسكري» 1946-1962، بحيث ذكر فيها أحداثًا التي أزعجت البعض وما جاء في مذكّرات علي كافي لاقت معارضة شديدة من قبل بعض الشخصيات الوطنية.

## اليامين زروال رئيسًا

اليامين زروال

### رجل الحوار والنار
في أواخر كانون الثاني –يناير –1994 تسلمّ اللواء اليامين زروال رسميّا رئاسة الدولة الجزائرية، وبذلك تكون المؤسسة العسكرية قد وضعت يدها وبشكل مباشر على مقاليد الحكم بعدما كانت تقوم بتوجيه الدولة من خلف الكواليس وبشخصيات مدنية في أغلب الأحيان، وكانت المؤسسة العسكرية قد أخذت على عاتقها مسألة تعيين الرئيس فكان الجنرال المتقاعد اليامين زروال وأخذت على عاتقها وضع خطة لتفادي الانزلاق إلى الهاوية، فكان منهج الحوار والنار تحت سقف واحد، ولمزيد من التفاصيل لابدّ من التعرّف على الوضع العام في الجزائر عشيّة استلام اليامين زروال مهامه كرئيس للدولة الجزائرية.

### وضع الدولة في عهد زروال
الجنرال اليامين زروال العائد إلى السلطة بعد طول تقاعد فقد أحتار من أين يبدأ، فهو يلوّح تارة بالنار وتارة بالحوار، وكان ينتظر أن ينتهي رئيس حكومته رضا مالك من التفاوض مع صندوق النقد الدولي ليقوم بتنحيته، وبالفعل تمّت تنحية رضا مالك ليقال أنّ اليامين زروال مع الحوار والمصالحة الوطنية، وكان التحدّي الأول الذي واجه اليامين زروال هو في كيفية القضاء على مراكز القوة وتوحيد الخطاب السياسي، خصوصا في ظلّ تصعيد حكومة رضا مالك من لهجة خطابها ضدّ التيارات الإسلامية، وأستمرّ في توفير الغطاء السياسي لأمثال الدكتور سعيد سعدي زعيم التجمع من أجل الثقافة والديمقراطية الذي كان يطالب بتسليح منطقة القبائل لمواجهة الجماعات الإسلامية المسلحة، كما أنّ وزير الداخلية في حكومة رضا مالك العقيد سليم سعدي كان يدعو إلى استدعاء احتياطي الجيش الجزائري لمواجهة الحركات الأصولية المسلحة، وفوق هذا وذاك فانّ هناك من أوعز إلى الصحافة الفرانكفونية بشنّ حرب على زروال، وأشاع حلفاء رضا مالك بأنّ زروال مجرّد بيدق في اللعبة الجزائرية، وأنّه لا يملك فعل أي شيء تجاه الصقور الذين وضعوه أمام الأمر الواقع، وفوق هذا وذاك فانّ الجمعيات النسوية التابعة لتحالف البربر واليسار والفرانكفونية خرجت في تظاهرإلى الشوارع في الجزائر العاصمة وأخذت ترددّ شعارات من قبيل: زروال لا تخلع السروال أي إيّاك أن تتخلى عن رجولتك وتتحاور مع الأصوليين. ويبدو أنّ اللواء اليامين زروال كان يتعامل مع هذه المناورات بكثير من الصمت، ومعروف عن زروال أنّه كثيرا ما كان يتخذ قراراته بعيدا عن الضجيج الإعلامي، وقبل توجهه للعاصمة التونسية للمشاركة في أعمال القمة المغاربية، اتصلّ بمقداد سيفي وزير التجهيز في حكومة رضا مالك وأمره بالتهيؤ لاستلام رئاسة الحكومة خلفا لرضا مالك الذي كان يتوقّع أن يدعمه الصقور إلى النهاية وريثما ينتهي من تنفيذ شروط صندوق النقد الدولي، إلاّ أنّ الأزمة الجزائرية مثلما أزهقت أرواح عشرات الآلاف من الجزائريين، فقد أجهزت على العديد من كباش المحرقة والفداء، وهذه من قواعد السياسة خصوصا في عالمنا العربي.

### الانهيار الاقتصادي
عندما استلم اللواء اليامين زروال مهام رئاسة الدولة الجزائرية، كانت الجزائر تعيش وضعا اقتصاديا خانقا للغاية، فهي لم تعد قادرة لا على تسديد ديونها ولا على توفير الحنطة للشعب الجزائري، وكانت خزينة الدولة خالية من العملة الصعبة باعتراف كبار المسؤولين، كما أنّ المؤسسات التي كانت تابعة للقطاع العام كان قد انتابها الشلل بشكل كامل، فالدولة الجزائرية التي أنهكتها الاختلاسات، تجدر الإشارة إلى أنّ رئيس الوزراء الأسبق عبد الحميد الإبراهيمي كان قد فجّر قنبلة اختلاس الرسميين من عسكريين ومسؤولين سياسيين مبلغ 26 مليار دولار أمريكي وسوء التخطيط والمديونية والتذبذب بين اقتصاد السوق والاقتصاد الموجّه، وجدت نفسها في بداية 1994 على حافة الهاوية والإفلاس، وبعد انخفاض أسعار النفط حلّت الكارثة بالاقتصاد الجزائري، وقد استغلّ صندوق النقد الدولي الفرصة وراح يزيد في طرح شروطه والتي زادت كلها في تأزيم الوضع الاجتماعي، على اعتبار أنّ صندوق النقد الدولي لا تعنيه أوضاع الناس الاجتماعية كثيرا والذي يهمّه مصالح الكبار الذين يديرون هذا الصندوق من وراء الستار، ومن الشروط التي طرحها صندوق النقد الدولي على الجزائر تخفيض قيمة الدينار بنسبة 50 بالمائة وتحرير الأسعار ورفع الدعم عن المواد الاستهلاكية الضرورية والمدعومة من قبل الحكومة والشروع في خصخصة القطاع العام، علما أنّ هذا الشرط الأخير عرضّ عشرات الآلاف من العمال للبطالة والذين انتحر الكثير منهم بسبب الأزمة المعيشية، وقد ترافق هذا الانهيار الاقتصادي مع تصعيد أمني خطير والذي شمل كافة المناطق وفي كل ولايات القطر الجزائري.

### تدهور الوضع الأمني
في بداية 1994 كان الجيش الإسلامي للإنقاذ الذراع العسكرية للجبهة الإسلامية للإنقاذ وبقية الجماعات الإسلامية المسلحة وتحديدا الجماعة الإسلامية المسلحة قد أنهت سنتين من صراعها العسكري مع القوات النظامية، وقد ألحقت هذه الجماعات أضرارا فظيعة بمقدرّات الجزائر، كما تمكنّت من إقامة شبكات عسكرية في كل ولايات القطر الجزائري، وأصبح لكل منطقة قائد عسكري إلى درجة أنّ الجزائر في ذلك الوقت كان يحكمها صباحا القوات النظامية وليلا عناصر الجماعات الإسلامية المسلحة.
ولم تفلح القوات الخاصة التي عرفت باسم –النينجا- والتي كان يشرف عليها الجنرال محمد العماري في وضع حدّ لفوضى القتل والعنف الأعمى، وغالبا ما تحولّت هذه القوات إلى قوات انتقامية وتصفية حسابات، وفشل سياسة الحلول الأمنية جعلت الجنرال اليامين زروال يعلن أنّ الحل الأمني وصل إلى طريق مسدود ولا بدّ من اللجوء إلى الحوار، وكان بنفسه قد التقى زعماء الجبهة الإسلامية للإنقاذ عندما كان على رأس وزارة الدفاع، وأفضت هذه الاتصالات في وقت لاحق إلى إطلاق سراح اثنين من قادة الجبهة الإسلامية للإنقاذ هما علي جدي وعبد القادر بوخمخم، وعندما بدأ الرئيس اليامين زروال يتحدث عن الحوار في خطاباته السياسية، اتهمه بعض السياسيين بأنّه يناور ليس إلاّ والهدف من وراء ذلك هو إعادة الروح للدولة الجزائرية التي ألمّت بها سكرات الموت، وفي الوقت الذي كانت فيه الرئاسة تتحدث عن الحوار، كانت الأجهزة الأمنية تضرب بيد من حديد وتتحرك من منطلق الاستئصال الأمر الذي أوجد تشويشا لدى الشارع الجزائري الذي لم يستسغ فكرة الجمع بين منطق النار ومنطق الحوار، وقد تعجبّ الناس اتباع رئيسهم لهذه المسلكية السياسية وهو المعروف عنه بالصرامة وعدم الالتواء.

### رجال زروال
من الأشخاص البارزين الذين كان يعتمد عليهم الجنرال اليامين زروال الجنرال محمد بتشين الذي كان مستشارا للرئيس زروال وكان يعتبر العقل المدبر ورجل النظام القوي منذ تولّي الرئيس اليامين، وأصبح بتشين أقرب معاوني زروال وموضع ثقته الكاملة، تلقى محمد بتشين المولود في مدينة قسنطينة والمناضل السابق في جبهة التحرير الوطني وصفوف جيش التحرير الوطني علومه العسكرية في الاتحاد السوفياتي السابق، وكان عضوا في اللجنة المركزية لحزب جبهة التحرير الوطني واستقال بعدها من حزب جبهة التحرير الوطني كما فعل معظم العسكريين، وتولىّ بين عامي 1982 – 1984 قيادة القطاع العسكري في منطقة تندوف في الجنوب الجزائري على مقربة من الحدود مع المغرب ورقيّ بتشين إلى رتبة عقيد عام 1984 ليصبح قائدا للناحية العسكرية الرابعة التي مقرّها مدينة ورقلة الصحراوية واعتبارا من 1978 تولى قيادة الناحية العسكرية الثالثة التي مقرها ولاية بشّار، ودعيّ بعدها لرئاسة الأمن العسكري حيث أصبح يشرف على معظم الأجهزة الأمنية ورقيّ إلى رتبة جنرال، وقد قدم استقالته في أيلول –سبتمبر- 1990، وانصرف بعدها إلى مشاريعه التجارية إلى أن طلبه اليامين زروال ليكون مستشارا له وأحد أقرب المقربين إليه، وتتهم مراكز القوة في الجزائر محمد بتشين بأنّه كان يتطلع للرئاسة وأنّ زروال كان يمهّد له الطريق ليكون خلفا له، وكان على رأس المعارضين للجنرال محمد بتشين الجنرال محمد العماري وحلفاؤه في المؤسسة العسكرية ولأنّ الصقور كانوا يلجأون إلى الصحافة الفرانكفونية لتصفية حساباتهم فقد شنّت هذه الأخيرة حملة على اللواء محمد بتشين وفتحت العديد من ملفاته المالية وحتى الأمنية، وجاء هذا الصراع الخفي بين مراكز القوة قبل فترة وجيزة من انتهاء ولاية الرئيس اليامين زروال، حيث كان الرئيس الجزائري قد فاجأ الجميع في 11 أيول –سبتمبر –1998 بأنّه سيختصر ولايته الرئاسية التي كان يفترض أن تنتهي في سنة 2000، وأعلن أيضا أنّه سيجري انتخابات رئاسية مبكرة، ووسط الاستعداد للاستحقاق المقبل فتح ملف محمد بتشين الذي نجح في بسط نفوذه على التجمع الوطني الديمقراطي ونجح في فتح قناة تفاوض مع الجبهة الإسلامية للإنقاذ وكانت الصحف الفرانكفونية تسميه الإسلامي المتحفّظ وحتى لا يستغلّ قدراته الأمنية وعلاقته القوية بزروال ليكون الرئيس المقبل، بادر الآخرون في المعسكر الفرنكوفوني إلى تحريك لعبتهم والتي سرعان ما نجحت وقدمّ محمد بتشين استقالته، حيث بقيّ اليامين زروال وحيدا رغم أنّه عمل المستحيل حتى يبقيه جانبه ولما لم يتمكّن من مواجهة المعسكر الآخر قبل استقالة مستشاره ونسب إلى زروال قوله لمحمد بتشين: يا محمد جئنا سويّة ونذهب سويّة، وكانت العاصفة الكبرى التي أطاحت بمحمد بتشين وأجبرت زروال على قبول استقالته هي شهادات قدمها ضابط المخابرات السابق هشام عبّود الذي كان مدير مكتب محمد بتشين عندما كان هذا الأخير مديرا للمخابرات العسكرية، ويقيم عبّود حاليّا في العاصمة الفرنسية باريس وقد نشرت شهادته جريدة الوطن الفرانكفونية وجريدة الخبر الناطقة باللغة العربية وجاء في الشهادة أنّ بتشين قام شخصيّا بتعذيب سياسيين جزائريين في ثكنة سيدي فرج بالاشتراك مع المدعو قدور لحول صهر الرئيس الشاذلي بن جديد ووالي ولاية مدينة تيبازة في ذلك الوقت، وجاء في الشهادة أنّ بتشين جمع ثروات هائلة وحصل على فيلات فخمة مملوكة للدولة الجزائرية، والأخطر من ذلك فإنّ هذا الضابط اعترف أنّ رجالات من السلطة قاموا بتصفية خصومهم واتهام إسلاميين مسلحين بقتلهم.

### انسحاب زروال
غادر الرئيس اليامين زروال قصر المرادية وهو يبلغ من العمر 58 سنة، ولم يتمكن من إنهاء الفتنة الجزائرية العمياء التي أرّقته كما أرّقت سابقيه، ولم يتحدث زروال عن صراع مراكز القوة والخلافات الحادة التي كانت تعصف بين أركان الحكم وجعلته يضحّي بأقرب الناس اليه، والقاعدة الجزائرية التي يحفظها الرسميون في الجزائر عن ظهر قلب تنص على عدم الحديث عما يسمونه أسرار الدولة لا تصريحا ولا تلميحا والخروج عن هذا المبدأ معناه القتل تماما كما هي قاعدة المافيا التي أجهزت على محمد بوضياف وهو لم يحكم سوى 166 يوما وقد حاول زروال الدفاع عن عهده بقوله أنّه استطاع أن يمهّد لانتخابات رئاسية شفافة ونزيهة ويكرّس مبدأ التداول على السلطة لكنّ منتقدي زروال اعتبروا أنّه كان طرفا في تنفيذ سيناريو إيصال عبد العزيز بوتفليقة إلى قصر المرادية ليصبح بذلك سابع رئيس للدولة الجزائرية والذي ظلّ خارج اللعبة السياسية منذ وفاة هواري بومدين وتشاء الظروف أن يعود إلى الواجهة من خلال انتخابات رئاسية كان فيها المرشح الوحيد بعد انسحاب منافسيه الستة الذين أكّدوا أنّ بوتفليقة هو رجل العسكر بلا منازع.

## بوتفليقة رئيسًا

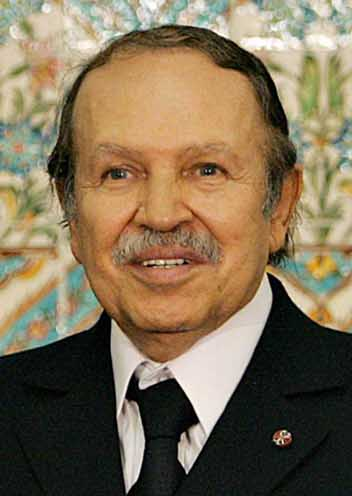
بوتفليقة

تواجد بوتفليقة خارج الجزائر وكان مستقرا في الإمارات عاد بعدها بطلب من دوائر السلطة للانتخابات الرئاسية. معلناً نيته دخول المنافسة الرئاسية في ديسمبر 1998 كمرشح حر. وقبل يوم من إجراء هذه الانتخابات انسحب جميع المرشحين المنافسين الآخرين (حسين آيت أحمد، مولود حمروش، مقداد سيفي، أحمد طالب الإبراهيمي، عبد الله جاب الله، يوسف الخطيب] بحجة دعم الجيش له ونيه التزوير الواضحة، ليبقى هو المرشح الوحيد للانتخابات. ونجاحه بالانتخابات لم يكن بارز، كما وصفته الأوساط السياسية بالرئيس المستورد مثله مثل الرئيس بوضياف) كاشفاً الخلل العميق في السلطة. ورغم فوزه في أبريل 1999 بالرئاسة إلا أن شعبيته لم تكن عالية وسط جيل الشباب الذي لم يعرفه من قبل.
[عدل]السياسة الداخلية، وشيئا فشيء بدأت الجراح التي ألمت بالجزائر تتلملم تدريجيا وأعاد بوتفليقة الأمان الذي كان المطلب الوحيد للسواد الأعظم من الجزائريين، كما حاول تلميع صورة الجزائر للخارج وفي 22 فيفري 2004، أعلن عبد العزيز بوتفليقة عن ترشحه للعهدة ثانية، فقاد حملته الانتخابية مشجعا بالنتائج الإيجابية التي حققتها عهدته الأولى ومدافعا عن الأفكار والآراء الكامنة في مشروع المجتمع الذي يؤمن به ولاسيما المصالحة الوطنية، ومراجعة قانون الأسرة، ومحاربة الفساد، ومواصلة الإصلاحات، وواصل بوتفليقة في إصلاحاته ووصلت الجزائر بفضله إلى مراتب متقدمة تطلبت ترشحه لعهدة رئاسية ثالثة لاستكمال البرنامج الذي جاء به وكان له ذلك بأغلبية ساحقة.

## وصلات خارجية
- الصحفية ايلين مختفي تروي الزمن الجميل في جزائر ما بعد الاستقلال